# Linda Stratmann
Linda Stratmann, född 4 april 1948 i Leicester, är en engelsk författare som huvudsakligen skriver om verkliga brott, mord med mera, med fokus på 1800-talet och tidigt 1900-tal.

### Facklitteratur
- Chloroform: the Quest for Oblivion, (2003)
- Essex Murders (2004)
- Whiteley’s Folly (2004)
- Gloucestershire Murders (2005)
- The Crooks Who Conned Millions (2006)
- Notorious Blasted Rascal: Colonel Charteris and the Servant Girl's Revenge
- Kent Murders (2009)
- Greater London Murders (2010)
- Middlesex Murders (2010)
- Fraudsters and Charlatans (2010)
- Cruel Deeds and Dreadful Calamities: the Illustrated Police News 1864-1938 (2011)

### Skönlitteratur
- The Poisonous Seed (2011)